# Basarabia

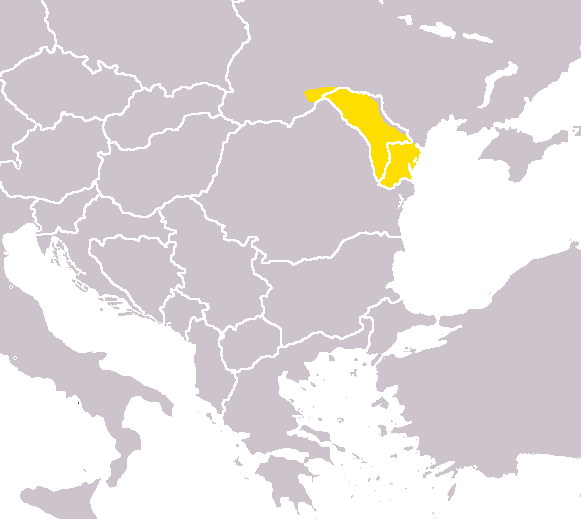
Teritoriul Basarabiei suprapus peste hotarele actuale.

Basarabia (în ucraineană Бессарабія, în rusă Бессарабия, în bulgară Бесарабия, în turcă Besarabya, în poloneză Besarabia, în germană Bessarabien, în franceză Bessarabie) este denumirea dată de Imperiul Rus în 1812 teritoriului voievodatului Moldovei dintre Prut și Nistru anexat prin Tratatul de la București din 1812, odată cu raiaua Hotinului și cu Basarabia istorică (zona din sud știută în limba turcă cu numele de Bugeac), cedate de Imperiul Otoman după semnarea tratatului de pace de la București din anul 1812 în urma încheierii războiului ruso-turc (1806–1812). Faptul că a fost cedat Rusiei și o parte din teritoriul voievodatului, în ciuda tratatului ruso-otoman care garanta integritatea Moldovei, se datorează dibăciei negociatorului francez Gaspard Louis de Langeron, care slujea interesele țarului.
Termenul Basarabia este adesea atribuit în mod greșit întregii regiuni a Moldovei de Est, corespunzătoare Republicii Moldova de astăzi. Istoric vorbind, însă, acest lucru nu era adevărat. Numele Basarabia desemna inițial doar o zonă mică din sudul regiunii, mai exact stepa Bugeacului, care fusese sub controlul dinastiei Basarabilor din Țara Românească în Evul Mediu. Extinderea acestui nume asupra întregii Moldove de Est a fost o politică deliberată a Imperiului Rus după anexarea teritoriului de la Principatul Moldovei în 1812.
Administrația rusă a urmărit să șteargă legăturile istorice și culturale ale regiunii cu populația moldovenească românofonă și să o integreze în imperiu. Prin impunerea denumirii Basarabia asupra întregului teritoriu anexat, nu doar că s-a creat o nouă identitate teritorială, dar s-a urmărit și separarea populației locale de rădăcinile sale istorice moldovenești. Acest proces a fost accentuat prin politici de rusificare, inclusiv schimbări în administrație, educație și limbă, precum și prin colonizarea unor grupuri etnice neromânești pentru a modifica echilibrul demografic.
Astfel, termenul Basarabia a devenit sinonim cu întregul teritoriu dintre Prut și Nistru, o utilizare care persistă și astăzi. Totuși, această denumire nu a fost folosită niciodată de populația locală pentru a desemna întregul lor teritoriu înainte de anexarea rusă. În prezent, referirea la Republica Moldova ca Basarabia rămâne una eronată, deoarece ignoră identitatea moldovenească mai largă a regiunii și faptul că doar o parte a acestui teritoriu a fost cunoscută sub acest nume inițial.

## Geografie

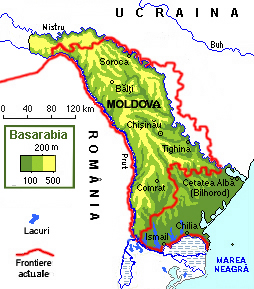
Harta fizică a Basarabiei, în comparație cu frontierele actuale.

Suprafața Basarabiei este de 44.422 km², dintre care 33.846 km² (inclusiv Transnistria) aparțin Republicii Moldova, iar 10.579 km² aparțin Ucrainei. Distanța de la punctul cel mai nordic la cel mai sudic este de 350 km, iar de la cel mai apusean la cel mai răsăritean este de 150 km.
Punctele extreme sunt:
Basarabia:
- Nord: Măzăricea, pe Nistru
- Sud: Ostrovul Limba, la ieșirea în mare a brațului Chilia
- Vest: Pârâul Răchița Mare, care o desparte de Bucovina
- Est: Perisipul de la Bugaz, la gura Nistrului.

Republica Moldova:
- Nord: Naslavcea, Ocnița, 48°48′N 27°55′E / 48.800°N 27.917°E
- Sud: Giurgiulești, port la Dunăre, raionul Cahul, 45°48′N 28°22′E / 45.800°N 28.367°E
- Vest: Criva, Briceni, pe Prut, 48°28′N 26°59′E / 48.467°N 26.983°E
- Est: Palanca, Ștefan Vodă, pe Nistru, 46°44′N 30°13′E / 46.733°N 30.217°E.

## Istorie

### Istoricul numelui

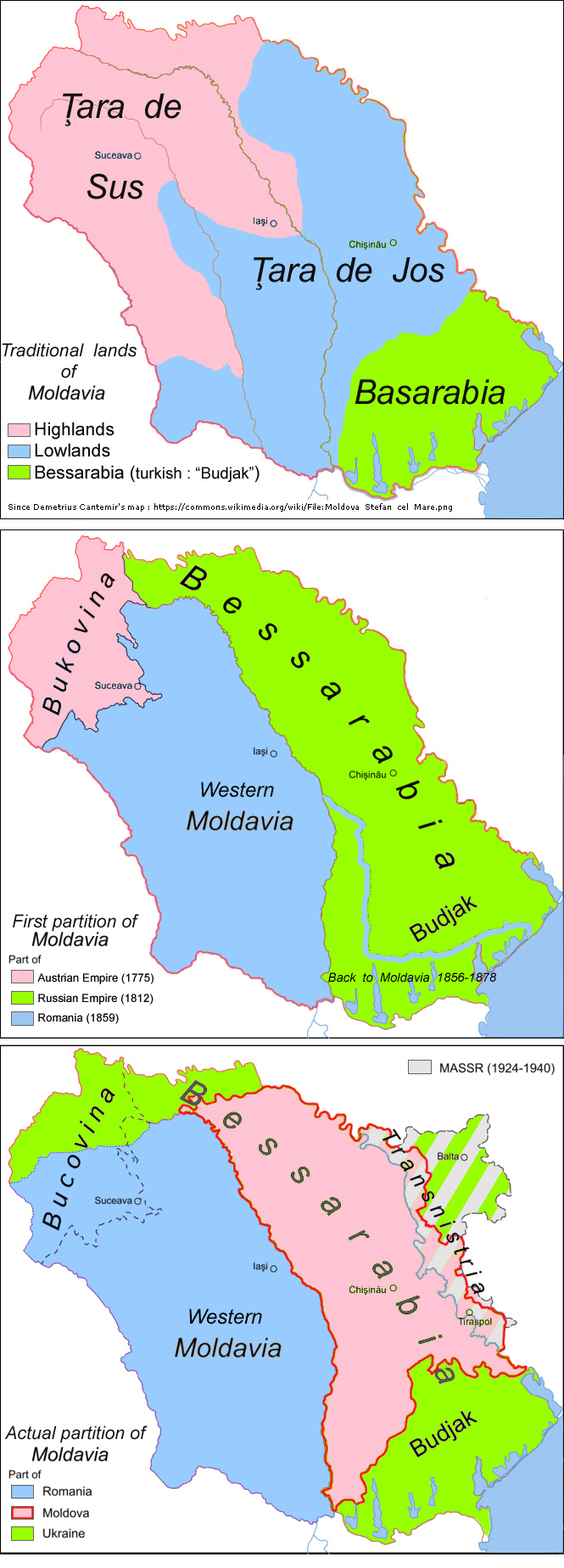
Basarabia de-a lungul timpului

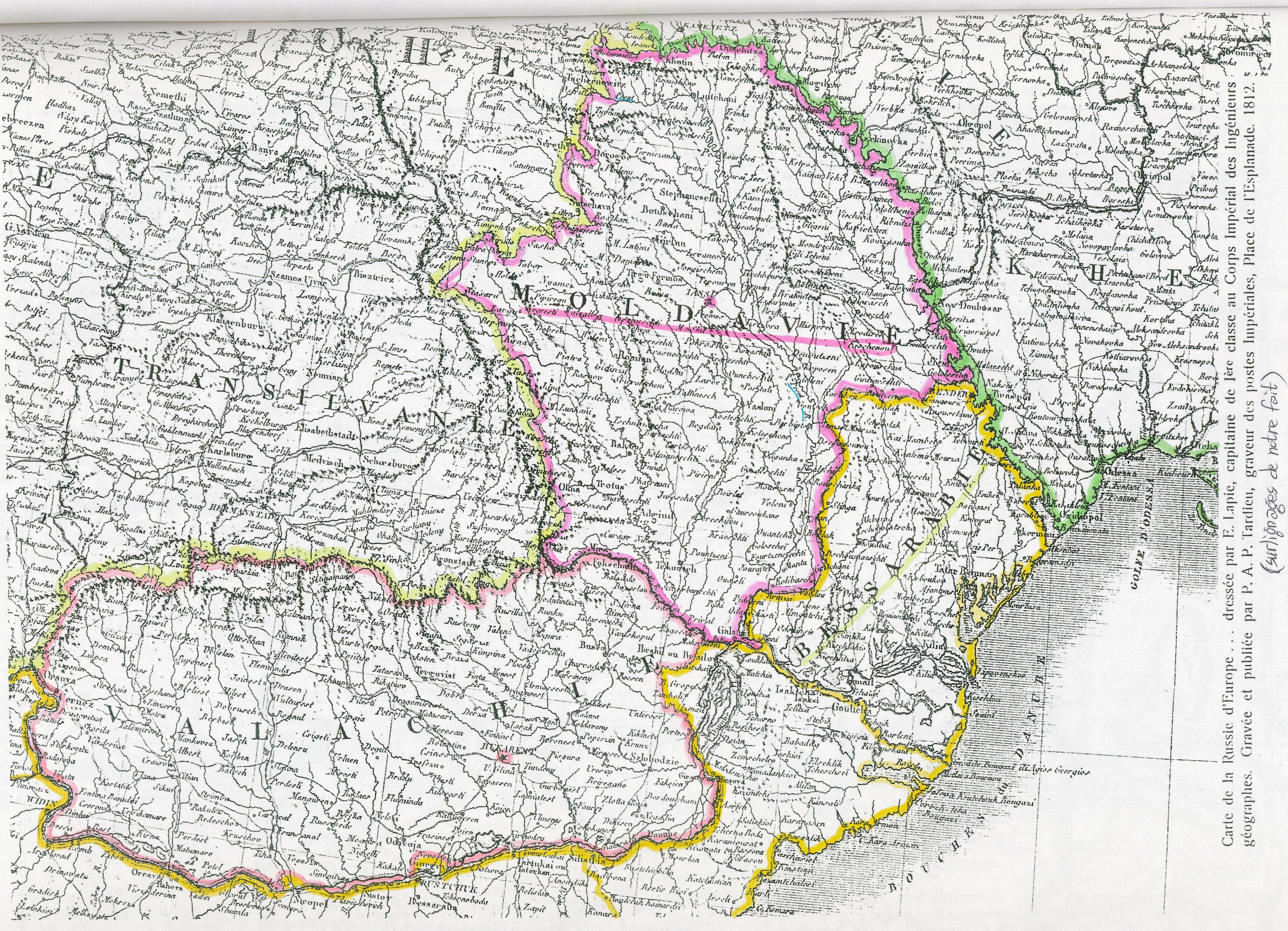
Basarabia (galben, otomană) până în 1812.

Inițial, numele Basarabia a fost dat Țării Românești, datorită dinastiei întemeietoare a acestui voievodat, familia Basarabilor. Aceștia, în luptele lor împotriva tătarilor între 1328 și 1342, au luat în stăpânire stepa cuprinsă între Carpații Vrancei - Dunăre - Marea Neagră și o linie mergând de la confluența Trotușului cu Siretul la capul Codăești (la sud de Cetatea Albă, nu departe de gura Nistrului). Ulterior, acest teritoriu a fost cedat în secolul al XIV-lea de Alexandru Basarab voievodatului Moldova, în cadrul căruia i-a rămas numele de Basarabia. În 1484, turcii cuceresc malurile Dunării și Mării Negre cu cetățile-porturi Chilia și Cetatea Albă, iar în 1538 cuceresc Tighina și restul teritoriului de acum încolo numit de ei Bugeac, dar de restul Europei și de români Basarabia. Aceasta a fost Basarabia istorică până în 1812. În 1713, turcii iau în stăpânire și cetatea Hotinului cu ținutul dimprejur, dar acest ținut nu făcea atunci încă parte din Basarabia, numele acesta limitându-se încă la ceea ce numim astăzi Bugeac. Este de amintit că prima mențiune completă despre amplasarea și configurația acestui teritoriu în Evul Mediu este conținută în Descrierea Moldovei de Dimitrie Cantemir în care Cantemir scria: „În vremurile de demult Moldova era împărțită în trei părți: cea de jos, cea de sus și Basarabia...”
Abia în 1812, când Rusia a ocupat teritoriul de est al Moldovei dintre Prut și Nistru, pe care l-a alăturat ținutului Hotin și Basarabiei/Bugeacului luate de la turci, a fost acest ansamblu numit Basarabia, cu prilejul transformării sale într-o gubernie împărțită în zece ținuturi (Hotin, Soroca, Bălți, Orhei, Lăpușna, Tighina, Cahul, Bolgrad, Ismail și Cetatea Albă, capitala guberniei fiind stabilită la Chișinău. Teritoriul Basarabiei astfel extins spre nord până la Hotin coincide parțial cu teritoriul actual al Republicii Moldova, în timp ce partea de sud (Bugeac) și cea de nord (cea mai mare parte a fostului județ Hotin) intră astăzi în componența Ucrainei.

### Basarabia în cadrul Imperiului Rus

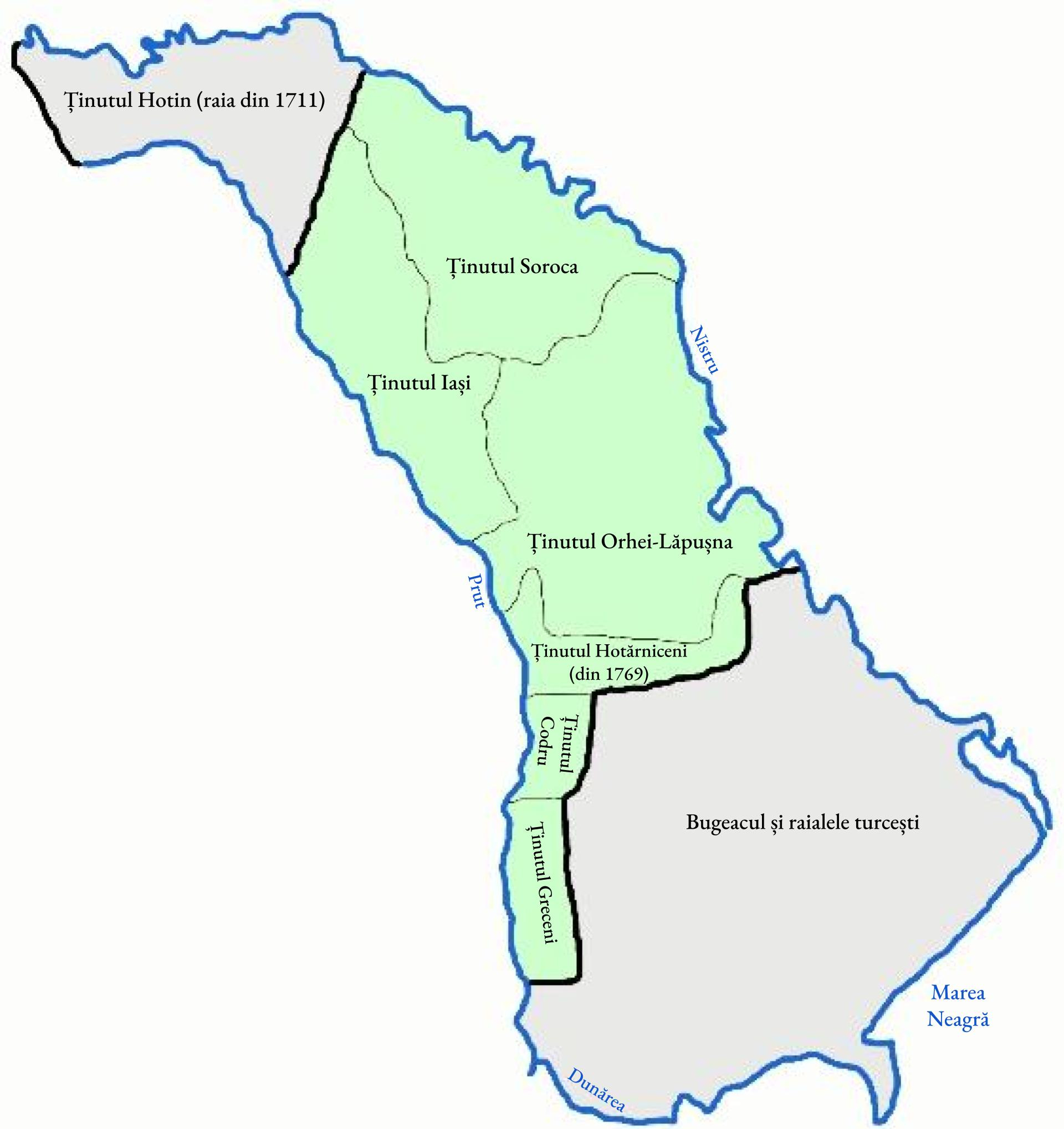
Interfluviul pruto-nistrean înainte de anexarea la Imperiul Rus.

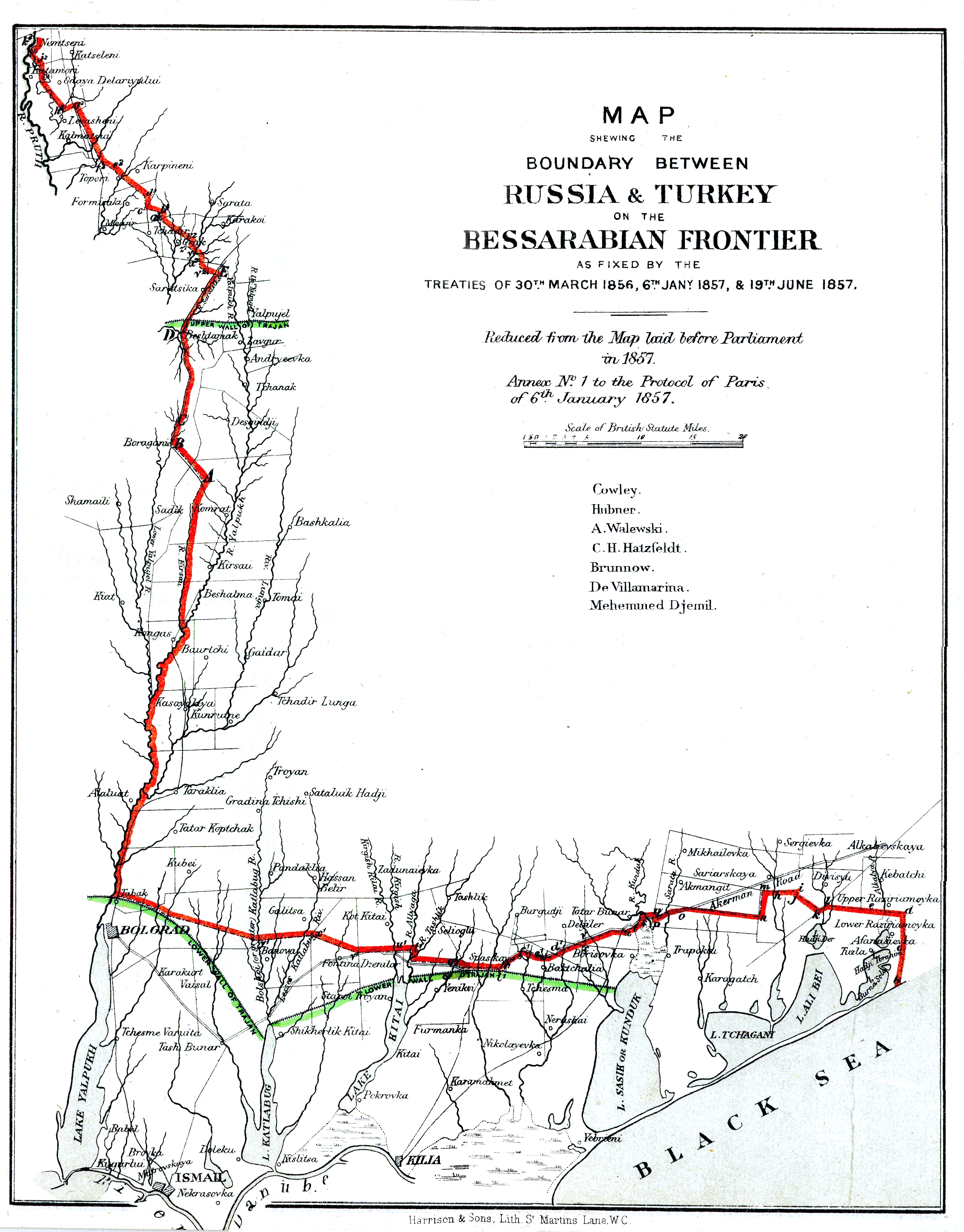
Frontiera moldo-rusă din 1856/1857

În urma războiului ruso-turc din 1806–1812, câștigat de Imperiul Rus, rușii cereau „ambele țări românești” (Țara Românească și Moldova). Doar iminența atacului lui Napoleon a făcut ca pretențiile rusești să se reducă treptat, de la ambele țări române, la toată Moldova, apoi la teritoriul Moldovei dintre Nistru și Siret, pentru ca până la urmă pretențiile să se limiteze la ținuturile turcești dintre Nistru și Prut: ținutul Hotin și Bugeacul (Basarabia pe hărțile europene). Iscusința negociatorului francez Gaspard Louis Andrault, conte de Langeron (1763-1831), care servea interesele țarului, a permis însă și anexarea părții răsăritene a Moldovei care nu făcuse parte din vilaietele (provinciile) otomane, prin extinderea frauduloasă a denumirii de Basarabia la toate ținuturile dintre Dunăre și Hotin, mulțumită complicității primului dragoman al Porții, Dumitru Moruzi care și-a trădat suveranul în schimbul unui latifundiu și al unui inel foarte prețios. (Ulterior primul dragoman a fost executat pentru trădare din ordinul Porții.)
Tratatul de la București din 16/29 mai 1812, încălca astfel practica internațională și normele de drept existente la moment, devreme ce Imperiul otoman ceda ținuturi care nu-i aparțineau și care făceau parte dintr-un stat vasal, dar autonom, anume Moldova, cu care imperiul avea un tratat garantând frontierele de atunci.
Au urmat schimburi importante de populații cu Imperiul otoman, musulmanii Turci și Tătari din Bugeac, precum și un număr de peste 30.000 de moldoveni, părăsind teritoriul anexat pentru a se stabili în Dobrogea (teritoriu rămas otoman, unde se amestecară cu românii locali ziși Dicieni) și fiind înlocuiți prin peste 60.000 de Bulgari și Găgăuzi veniți din Bulgaria și Dobrogea, precum și de aproximativ 150.000 de Ruși și Ucraineni, rușii stabilindu-se cu precădere la orașe. Pe lângă aceștia, dezvoltarea economică a secolului XIX, chiar dacă era mai înceată decât în restul Europei, a contribuit și ea la procesul de rusificare a regiunii, chiar dacă nu toți noii veniți erau ruși. Afluxul de Evrei, Armeni, Greci, Germani și alții a făcut din gubernia Basarabiei un ținut în care orașele erau foarte pestrițe, rusa fiind singura limbă comună, iar băștinașii nu mai erau decât 70 % din populație în 1910. 

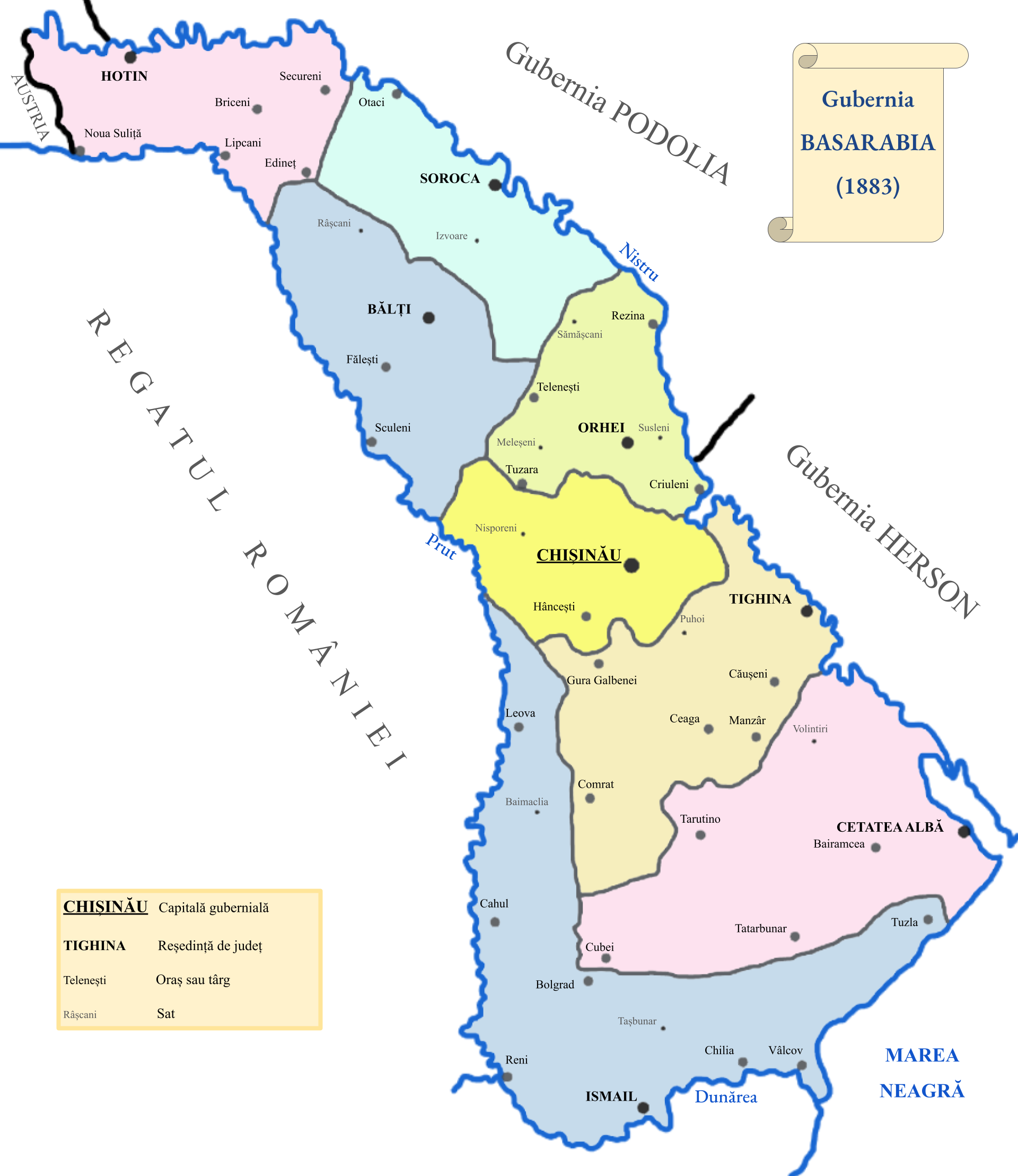
Harta ținuturilor guberniei în 1883.

Autonomia guberniei, garantată în 1816, este desființată în 1828 în urma războiului ruso-turc, încheiat cu tratatul semnat în Adrianopol, în 14 septembrie 1829; ca o consecință, guvernatorii boieri moldoveni au fost înlocuiți prin guvernatori militari ruși. În 1829, biserica este trecută, în ciuda protestelor clerului, din obediența mitropoliei moldovene care ținea de patriarhia Constantinopolului, în subordinea patriarhiei Moscovei ; șerbia și robia, care fuseseră desființate în 1749 de domnul moldovean Constantin Mavrocordat sunt restabilite (până în 1861), iar limba română este interzisă în administrație. Procesul de deznaționalizare s-a desfășurat și prin rusificarea toponimelor (Chișinău -> Kișiniov, Orhei -> Orgheev, Ciubărciu -> Ciobruci...) sau prin oficializarea sistematică a denumirilor turcești în dauna denumirilor moldovenești, ori de câte ori se putea (Frumoasa -> Kagul, Oblucița -> Ismail, Cetatea Albă -> Akkerman, Tighina -> Bender...). Nu este vorba aici de antiromânism, dat fiind că sentimentul românității nu apăruse încă în Basarabia în perioada 1812-1840 : Imperiul Rus căuta pur și simplu să șteargă istoria româneasca a Basarabiei.
Consecutiv războiului din Crimeea, pierdut de Imperiul Rus, între 1856 și 1878 județele Cahul, Bolgrad și Ismail au reintrat timp de 22 de ani în componența Moldovei, respectiv din 1859 a României.
După 1850, sentimentul național începe să se manifeste în Basarabia, atât ca românism cât și ca moldovenism, cele două revendicări fiind atunci sinonime. Dar ele nu se puteau manifesta fățiș, pe planul politic, atâta vreme cât Imperiul Rus le considera ca fiind manifestări de trădare. Îndată, însă, ce prelungirea primului război mondial a condus la prăbușirea țarismului, mișcarea națională a băștinașilor din Basarabia a devenit politică. Astfel, la Chișinău în data de 3 martie 1917 a fost înființat Partidul Național Moldovenesc sub conducerea lui Vasile Stroescu cu obiectivul de a "crea o dietă provincială numită Sfatul Țării". Prima întrunire a Sfatului Țării a avut loc în ziua de 21 noiembrie 1917 când a fost ales în funcția de președinte Ion Inculeț, în timp ce Pan Halippa a fost ales vicepreședinte, iar secretar a devenit Ion Buzdugan. Sfatul Țării a proclamat oficial Republica Democrată Moldovenească (și nu "Basarabeană") la data de 2 decembrie 1917. Minoritățile aveau de asemenea reprezentanți în Sfatul Țării.

Apărut la Chișinău abia în 1906, primul ziar de limba română, Basarabia, funcționează mai puțin de un an, autoritățile închizându-l după ce publică Deșteaptă-te, române!. În 1912, când se celebrau cei 100 ani de la anexarea rusească, Făclia Țării scria că "Țărișoara noastră este cuprinsă de întuneric ca și o sută de ani în urmă"; ziarul este închis imediat de autorități. În chemările către basarabeni lansate în aprilie 1917, Emanoil Catelli spunea : 
| “ | Moldovenii care au tăcut timp de 106 ani, trebuie să vorbească astăzi mult mai tare, să li se audă glasul nu numai până la Petrograd, ci până la Londra, la Paris și la Roma. Căci ei sunt români, numai rușii i-au degradat la rolul de "moldoveni". Și ei vor să-și ceară acum toate drepturile. Mai mult – ei vor să și le ieie singuri. De aceea-i revoluție acum, ca să luăm îndărăt tot ce ne-au furat tâlharii timp de 106 ani. | ” |

### Unirea de la 1918

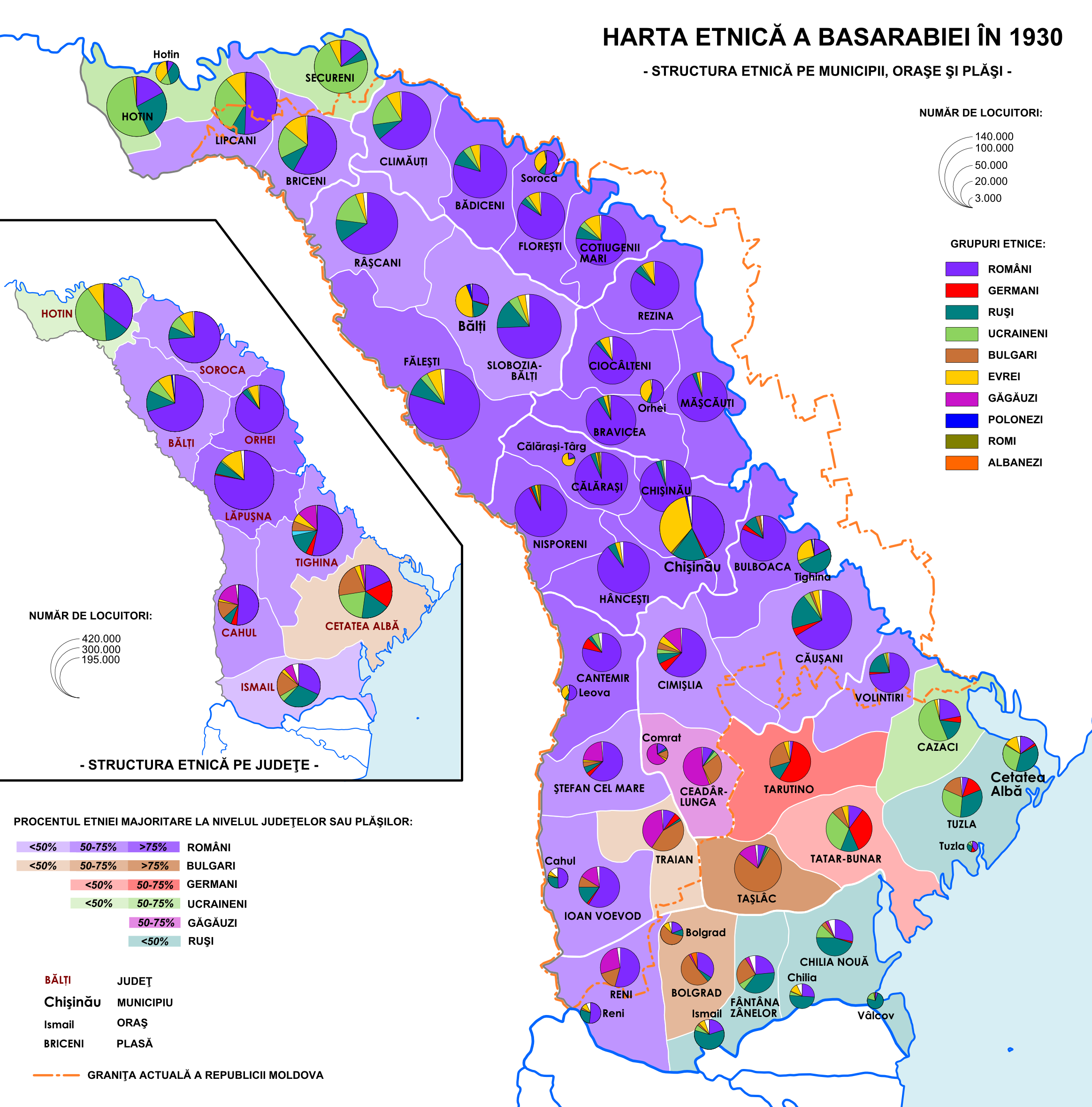
Hartă etnică modernă a Basarabiei (recensământul din 1930)

Declanșarea revoluției ruse din februarie 1917 a însemnat și începutul destrămării Imperiului, naționalitățile ne-ruse revendicând autonomia. Revoluția din Octombrie 1917 – ca urmare a căreia partidul bolșevic a preluat totalitatea puterii în Rusia (act în care călătoria unor lideri bolșevici spre Rusia a fost sprijinita de Imperiul german), a dus la armistițiul apoi pacea de la Brest-Litovsk, prin care Lenin le ceda germanilor țările baltice, Bielorusia și Ucraina. În acest context, liderii din Sfatul Țării nu mai puteau conta, pentru a garanta pacea civilă și recoltele în Basarabia, decât pe armata română, care, rămasă singură pe frontul de est după retragerea Rușilor, fusese și ea nevoită în cele din urmă să accepte armistițiul cu germanii la 9 decembrie 1917. Aflată în retragere prin Basarabia, armata rusă a început să jefuiască, să violeze și să omoare populația civilă băștinașă, fruntașii basarabeni fiind asasinați de către organizațiile comuniste. În aceste condiții la 22 decembrie 1917, Sfatul Țării a cerut guvernului român aflat la Iași să trimită armata să restabilească ordinea. Trupele aliate, conduse de generalii Broșteanu (român) și Berthelot (francez) au trecut Prutul în ziua de 10 ianuarie 1918 reușind eliberarea Chișinăului de jefuitori la 9-16 ianuarie 1918 pentru ca în câteva zile să elibereze complet Basarabia.
Pe 24 ianuarie 1918, Sfatul Țării a votat în unanimitate pentru proclamarea independenței Republicii Democratice Moldovenești. Consiliul Director a fost dizolvat și a fost înlocuit cu Consiliul de Miniștri, iar Prim-ministru al noii republici a devenit Daniel Ciugureanu. De fapt a fost o reconfirmare a funcției prin prisma faptului că a fost ales Prim-director pe 16/29 ianuarie 1918. Ion Inculeț a devenit președintele republicii. În lunile ce urmează, pe lângă atacurile bolșevice venite din teritoriul de peste Nistru controlat de germani, apar și pretenții teritoriale din partea Ucrainei, și ea proclamată independentă. Sfatul Țării începe atunci să manifeste intenții de unire cu România, care sunt exprimate și prin "moțiuni de unire votate de diferite județe (Soroca, Bălți)". Până la urmă, unirea cu România a fost hotărâtă de Sfatul Țării la 27 martie 1918 prin 86 voturi pentru, 3 voturi împotriva și 36 abțineri. ab.

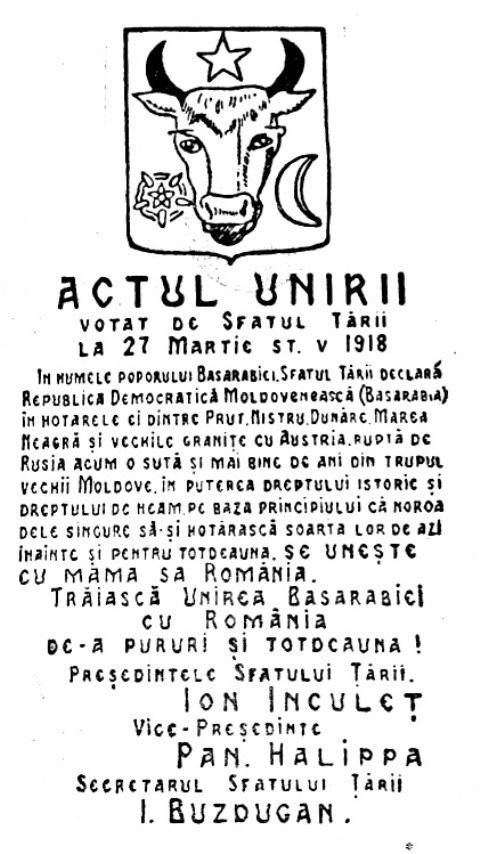
Actul unirii
Harta etnică a Basarabiei (1918)
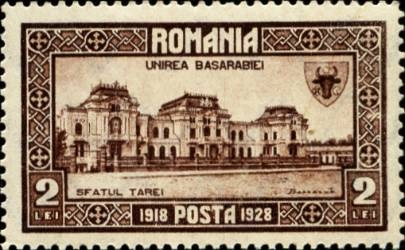
Marcă poștală românească emisă în 1928 în România cu ocazia aniversării a 10 de la unirea cu Basarabia.
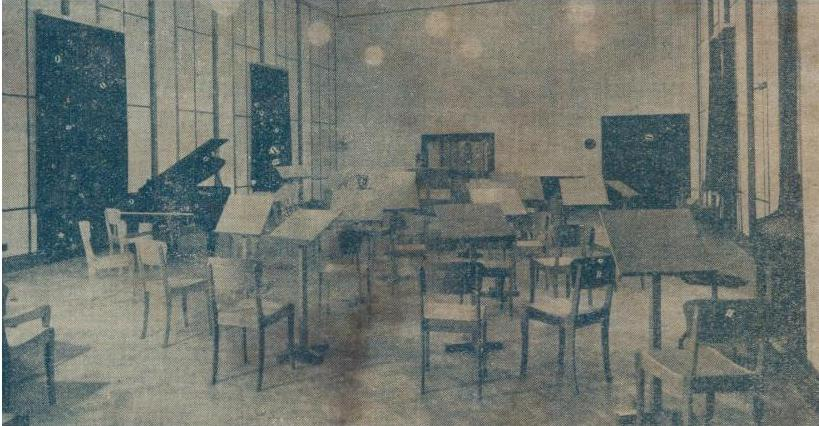
Radio Basarabia în 1940, înainte de ocupația sovietică.
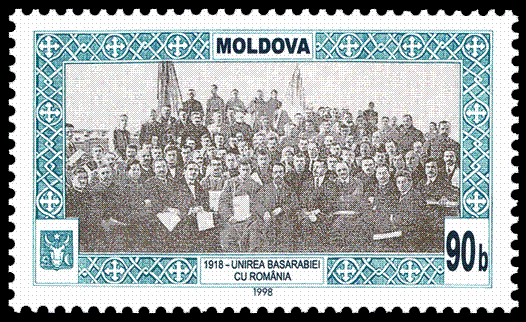
Marcă poștală emisă în 1998 în Republica Moldova cu ocazia aniversării a 80 de ani de la unirea Basarabiei cu România.

### Ocuparea sovietică din 1940
Societatea Națiunilor recunoscuse unirea republicii democratice Moldovenești cu România, iar Franța și Anglia garantaseră la 12 aprilie 1939 frontierele regatului României. În schimb, Uniunea sovietică recunoscuse oficial toate pierderile teritoriale ale Imperiului Rus între 1917 și 1921, cu excepția Basarabiei, deoarece aceasta era singura regiune pe care guvernul bolșevic nu o cedase de bunăvoie. Hotărârea Sfatului Țării din 27 martie 1918 era socotită de autoritățile sovietice ca fiind o înscenare imperialistă. În 1924, sovieticii înființează în Podolia ucraineană o republică autonomă moldovenească de 8.000 km² pe care Ian Sodrabs, zis Lațis, un comisar al lui Stalin, o declarase prefigurare a unei viitoare Românii socialiste, și în care limba era scrisă în slove latine și declarată română. Dar, din 28 februarie 1938, această formație politică devine baza unei viitoare anexări numai a Basarabiei, limba fiind de acum încolo declarată moldovenească, diferită de limba română, și scrisă cu slove chirilice.

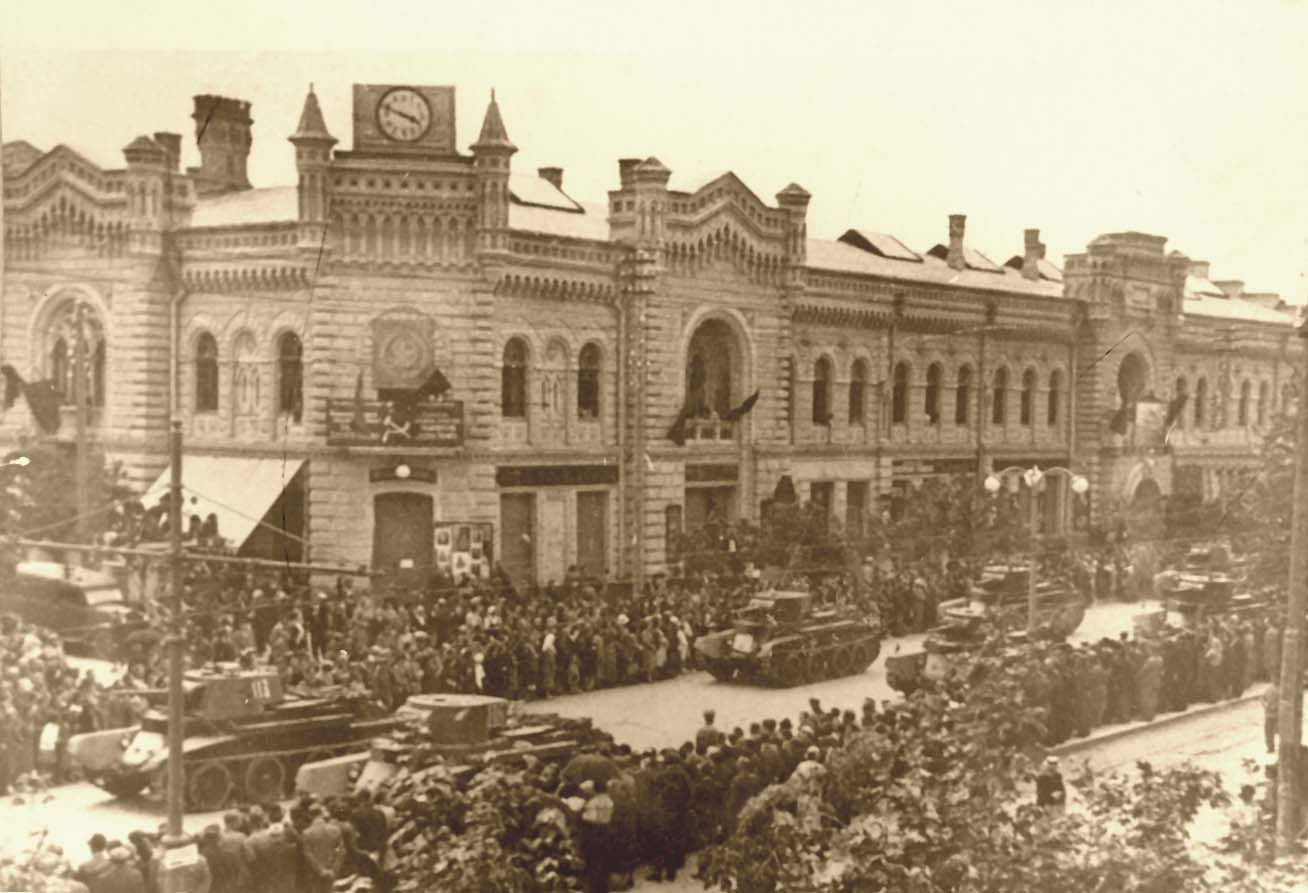
Defilarea tancurilor BT-7 ale armatei roșii în Chișinău pe 4 iulie 1940.

Ca urmare a protocolului adițional secret, compromis între expansionismul nazist și cel stalinist, al pactului Hitler-Stalin din 1939 și a prăbușirii Aliaților apuseni în iunie 1939, un ultimatum este transmis României de către Uniunea Sovietică la data de 28 iunie 1940: României i se dau doar 48 de ore pentru a evacua Basarabia și nordul Bucovinei, în caz contrar URSS va declara război. România cedează și după 40 de ore, trupele sovietice și ale NKVD-ului intră în teritoriile cerute și suplimentar în Ținutul Herței care nu era menționat în ultimatum. În timpul retragerii pripite și haotice a administrației și armatei române din aceste teritorii, populația civilă a fost supusă la jafuri, torturi și asasinate din partea comandourilor comuniste și a trupelor NKVDiste. Alte acțiuni împotriva reprezentanților oficiali ai Statului Român în retragere au fost comise de unități militare sovietice și de comuniștii locali. Locuitorii ținutului, născuți în limitele sale, devin cetățeni sovietici ; cei născuți în restul României sunt expulzați, dat numai cu hainele de pe ei, iar refugiații de orice origini, care fugiseră din URSS și trăiau în Basarabia sub ocrotirea comitetului Nansen, sunt deportați în Siberia, precum și localnicii care fuseseră slujbași ai statului român.
O lună după ce Basarabia a fost anexată în 1940 de sovietici, guvernul sovietic a dezmembrat-o în trei părți. Partea centrală a fost denumită Republica Sovietică Socialistă Moldovenească și era formată din 30.000 km² basarabeni, plus 4.100 km² de teritoriu de pe malul stâng al Nistrului. Sudul Basarabiei (de la Marea Neagră) și partea de nord a acesteia, împreună cu nordul Bucovinei și Ținutul Herța, teritorii ce însumau 14.400 km², precum și restul de 4.000 km² din fosta republică autonomă înființată peste Nistru în 1924, au fost atribuite Ucrainei.
Regimul sovietic a însemnat distrugerea sistemului economic și a identității naționale românești în Basarabia, dar a persecutat și alte naționalități, îndeosebi rușii "albi" (antibolșevici). Minoritatea germană, conform pactului Hitler-Stalin, este expulzată spre Germania nazistă. Conform dispozițiilor date de Stalin, toți țăranii proprietari de pământ, socotiți "chiaburi" (kulaci) și toți proprietarii de comerțuri particulare, printre care zeci de mii de băștinași (în principal români, dar și ucraineni, ruși ne-comuniști, evrei, armeni, greci) au fost deportați în Siberia. La 14 iulie în același an, la ordinul lui Beria familiile oamenilor deportați au fost dezmembrate și deportate, bărbații fiind trimiși în lagăre diferite de cele unde au fost trimise femeile și copii lor. Astfel bărbații au fost deportați în lagăre cum ar fi Kozeliscenski (500 bărbați), Futilovski (300 bărbați), iar restul familiilor lor alcătuite din femei și copii în lagărele din Karaganda și Aktiubinsk (11.000 de persoane). Aceste deportări s-au repetat și în 1941 (înainte de începerea ofensivei ordonate de Antonescu), fiind deportați în regiunea Omsk, 6.000 de basarabeni, în timp ce în regiunea Kirovsk au fost trimiși 10.000 de basarabeni. Dezmembrarea familiilor a fost aplicată și în aceste cazuri, bărbații fiind separați de familiile lor.

### Revenirea la România din 1941

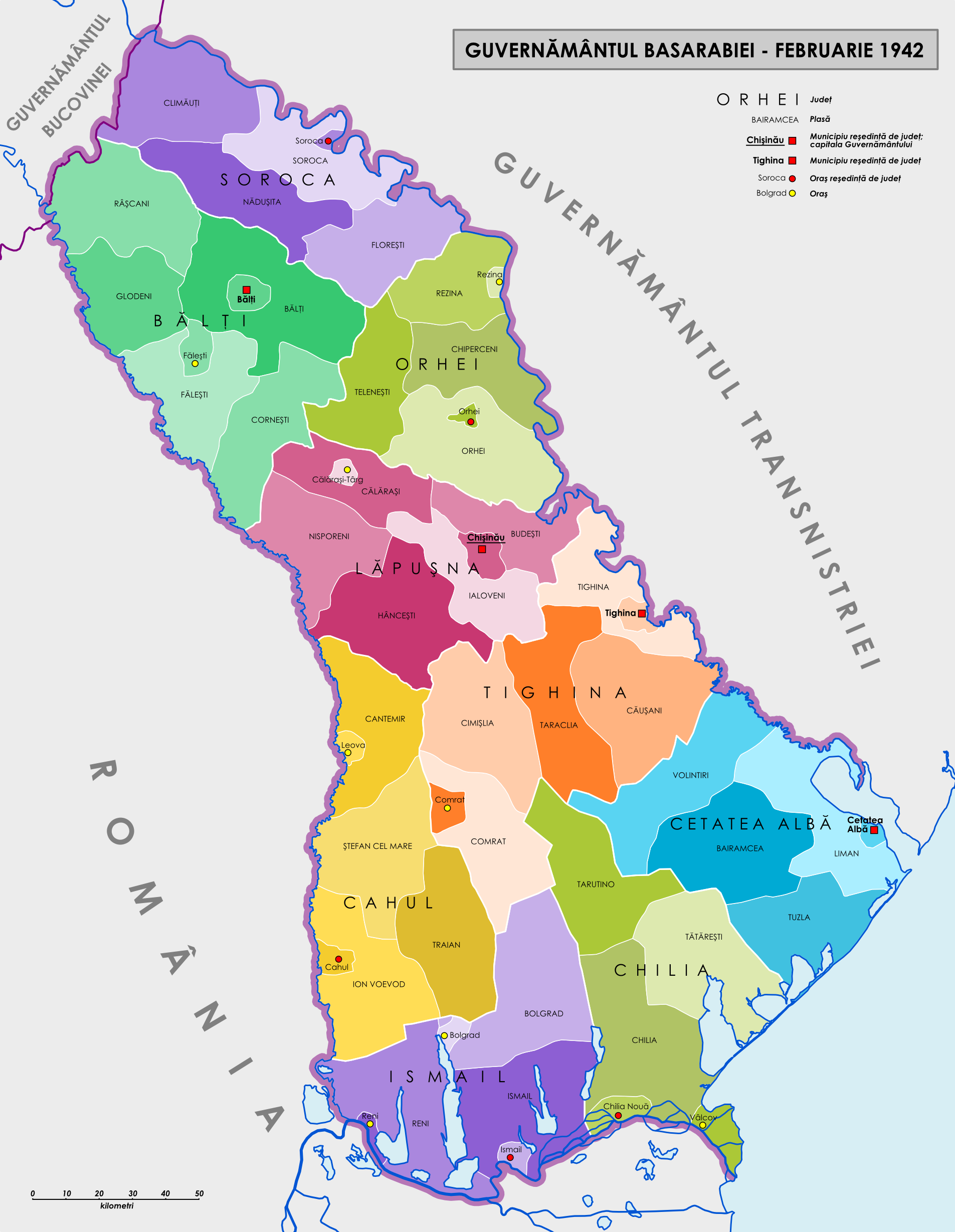
Harta administrativă a Guvernământului Basarabiei în februarie 1942

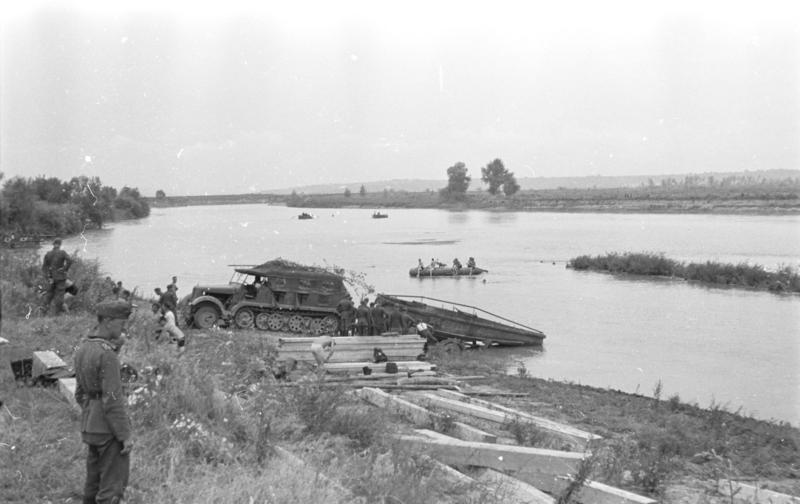
Construirea unui cap de pod peste Prut de către unități ale Armatei a 11-a germane la data de 1.7.1941

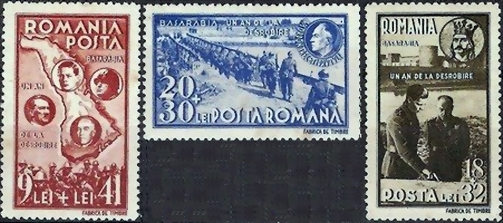
Mărci poștale emise de Poșta Română în 1942 cu ocazia aniversării unui an de la eliberarea Basarabiei de sub ocupația sovietică.

După intrarea României în cel de-al doilea război mondial, sub comanda lui Ion Antonescu, care a dat celebrul ordin: Ostași, Vă ordon: Treceți Prutul!, Basarabia s-a întors în componența statului român timp de încă trei ani. În decursul acestor trei ani însă, ținutul este administrat militar, iar populațiile suspectate de a fi colaborat cu puterea sovietică (precum și țiganii și evreii, indiferent de atitudinea lor) sunt supuse la rândul lor la jafuri, asasinate și deportări în Transnistria
Armata română împreună cu cea germană au comis crime pe teritoriul Basarabiei și au organizat lagăre de concentrare pentru exterminarea evreilor și țiganilor din România. Statul român antonescian a folosit același principiu ca și sovieticii: scopul scuză mijloacele, principiu conform căruia erau necesare atât crimele împotriva populațiilor civile, cât și trimiterea Armatei române la măcel până la Stalingrad. Pentru aceste fapte Ion Antonescu a fost judecat de Tribunalul Poporului din București, declarat „Criminal de război”, condamnat la moarte și executat la Penitenciarul Jilava în 1946.
În martie 1944 armata sovietică revine în teritoriile situate la nord-est de o linie Tighina-Chișinău-Iași, iar la 23 august 1944, după trecerea României de partea Aliaților, reocupă Basarabia în întregime. Acțiunile de teroare întreprinse de comuniști, ajutați de armata sovietică și susținuți de NKVD, împotriva populației civile în 1940, s-au repetat atât în momentul retragerii armatei sovietice din iunie 1941, cât și, mult mai intens, după revenirea acesteia în 1944. O bună parte din aceste acțiuni ținteau și « stârpirea urmelor imperialismului român burghezo-moșieresc », adică eliminarea sentimentului românesc printre basarabeni și înlocuirea lui, pentru cei de limba română, prin identitatea « moldovenească sovietică », o ideologie etno-politică nouă, care nu mai era compatibilă cu românismul, cum fusese până în 28 februarie 1938 (inclusiv în RASSM din URSS).

### Basarabia sovietică din 1944–91
După 1944, organizarea teritorială a rămas cea făcută de Stalin după anexarea din 1940, când Basarabia a fost ruptă în trei părți. Sovietizarea din nou a Basarabiei, Bucovinei și Ținutului Herței s-a manifestat timp de 50 de ani și printr-o campanie de distrugere a culturii și memoriei băștinașilor prin deportări masive, interzicerea alfabetului latin, desființarea bisericilor, demolarea monumentelor istorice, rusificarea denumirilor de localități, teroare și asasinate. Dacă în 1940 au fost deportați zeci de mii de români basarabeni, deportările și exterminările în masă după 1944 s-au ridicat la peste 120.000 de localnici, în mare parte români moldoveni.
La finalul celui de-al Doilea Război Mondial, în timpul negocierilor pentru pace, politicianul sovietic moldovean Nikita Salogor a a propus reunirea teritoriilor care au aparținut Principatului Moldovei, în Moldova Mare.

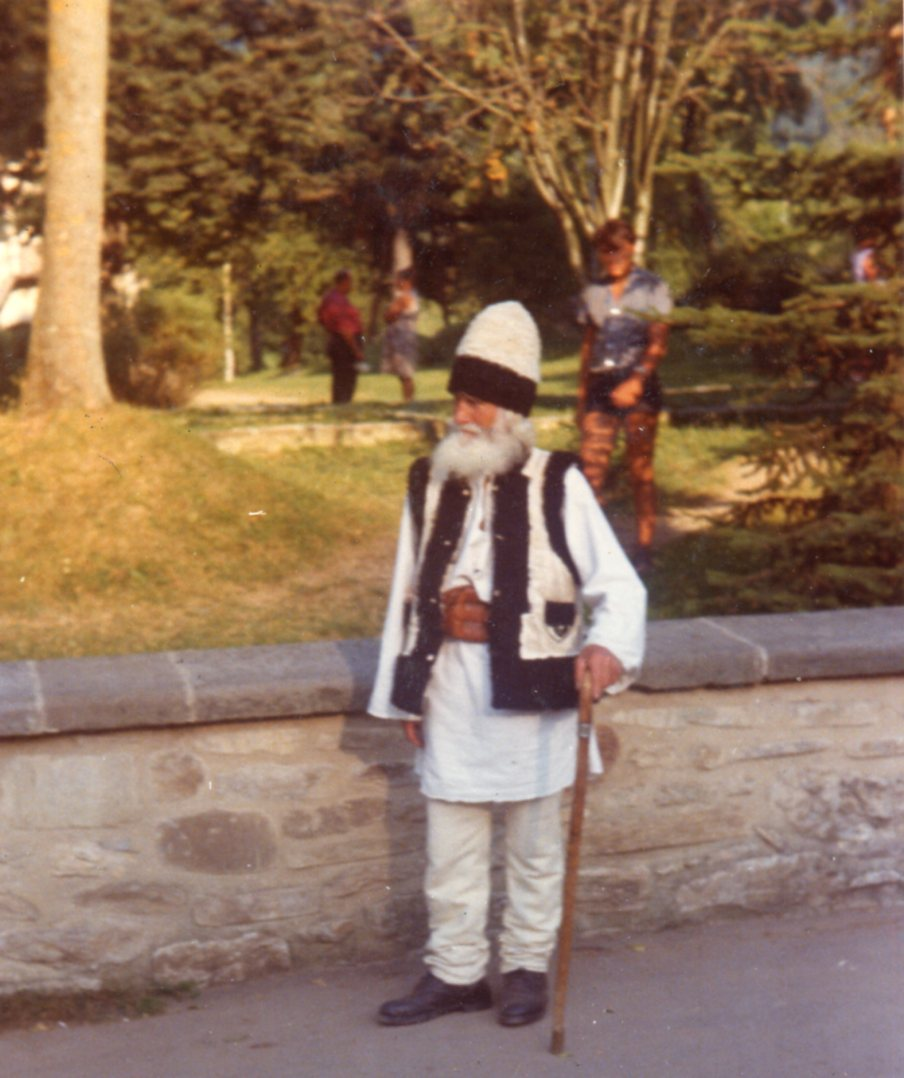
Veteran la Chișinău (1995) în port tradițional

### Epoca postsovietică

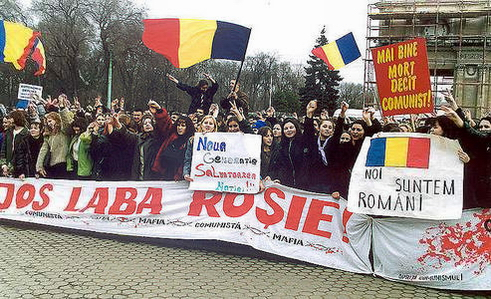
Demonstrație în Chișinău (2003)

După dezmembrarea Uniunii Sovietice, în 1991, fosta Republica Sovietică Socialistă Moldovenească se declară independentă la 27 august 1991 sub numele de Republica Moldova, iar la 2 martie 1992 a fost recunoscută și de Organizația Națiunilor Unite.
Încercările de unire cu România nu au dus la nici un rezultat, pe de-o parte deoarece România ca stat nu a manifestat nici-o veleitate de a le da curs, pe de alta fiindcă mișcarea naționalistă românească din Basarabia a adoptat revendicări nerealiste (abolirea oficială a pactului Hitler-Stalin și a tuturor consecințelor sale, revenirea la granițele din 1939, expulzarea minorităților adică a unei treimi din populație...). Contextul geostrategic de dependență energetică a celor două țări față de Rusia și de prezență pe teritoriul Moldovei a celei de-a 14-a Armată rusă, precum și șovinismele antagoniste ale populațiilor conlocuitoare, au dus la un impas politic, noul stat al Republicii Moldova, care era unitar, fragmentându-se în trei entități federale (dintre care una este de facto independentă de guvern), și revenind la modelul politic sovietic de organizare administrativă pe raioane și de definire a naționalității și limbii locale ca fiind nu o apartenență geografică (cum este cazul în Moldova românească), ci o etnie și o limbă « moldovenească » de sine stătătoare, presupuse « diferite » de restul poporului român. Din acest blocaj a ieșit în final câștigător partidul Comunist care s-a reconstituit, apoi a deținut majoritatea în parlament până în Aprilie 2009. Potrivit Declarației de independență, limba de stat este limba română, dar astăzi constituția Republicii Moldova, în articolul său 13, numește limba de stat moldovenească, în timp ce Academia de Științe afirmă identitatea lingvistică între limba moldovenească și limba română, dar folosește conform legilor, prima denumire. Recent, parlamentul Republicii Moldova a votat ca limba oficială de stat să fie cea română.
Basarabia modernă este așadar împărțită între două țări: Republica Moldova si Ucraina (de care aparțin Bugeacul și Basarabia de Nord).

## Demografie

### Orașe importante

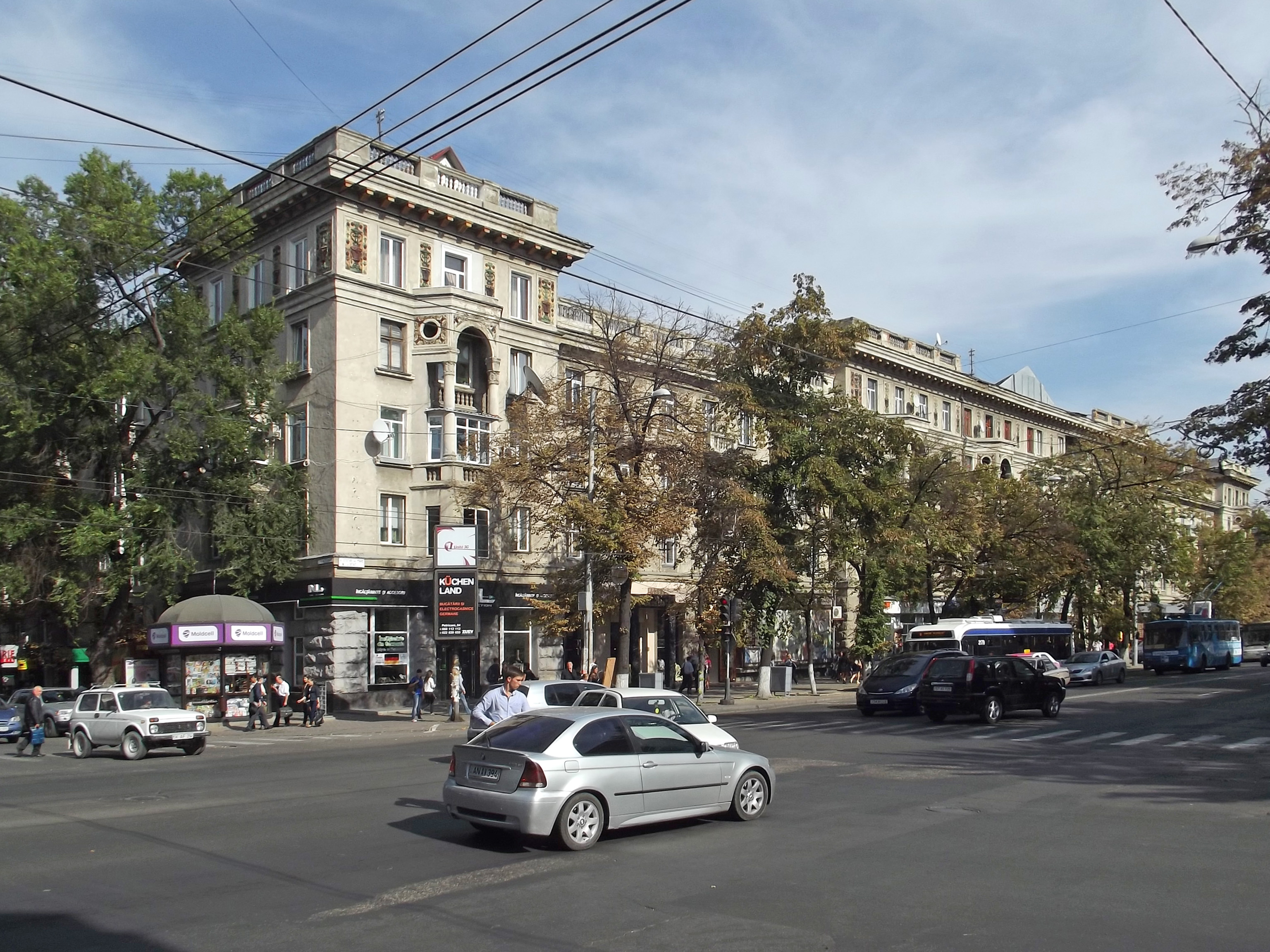
Chișinău

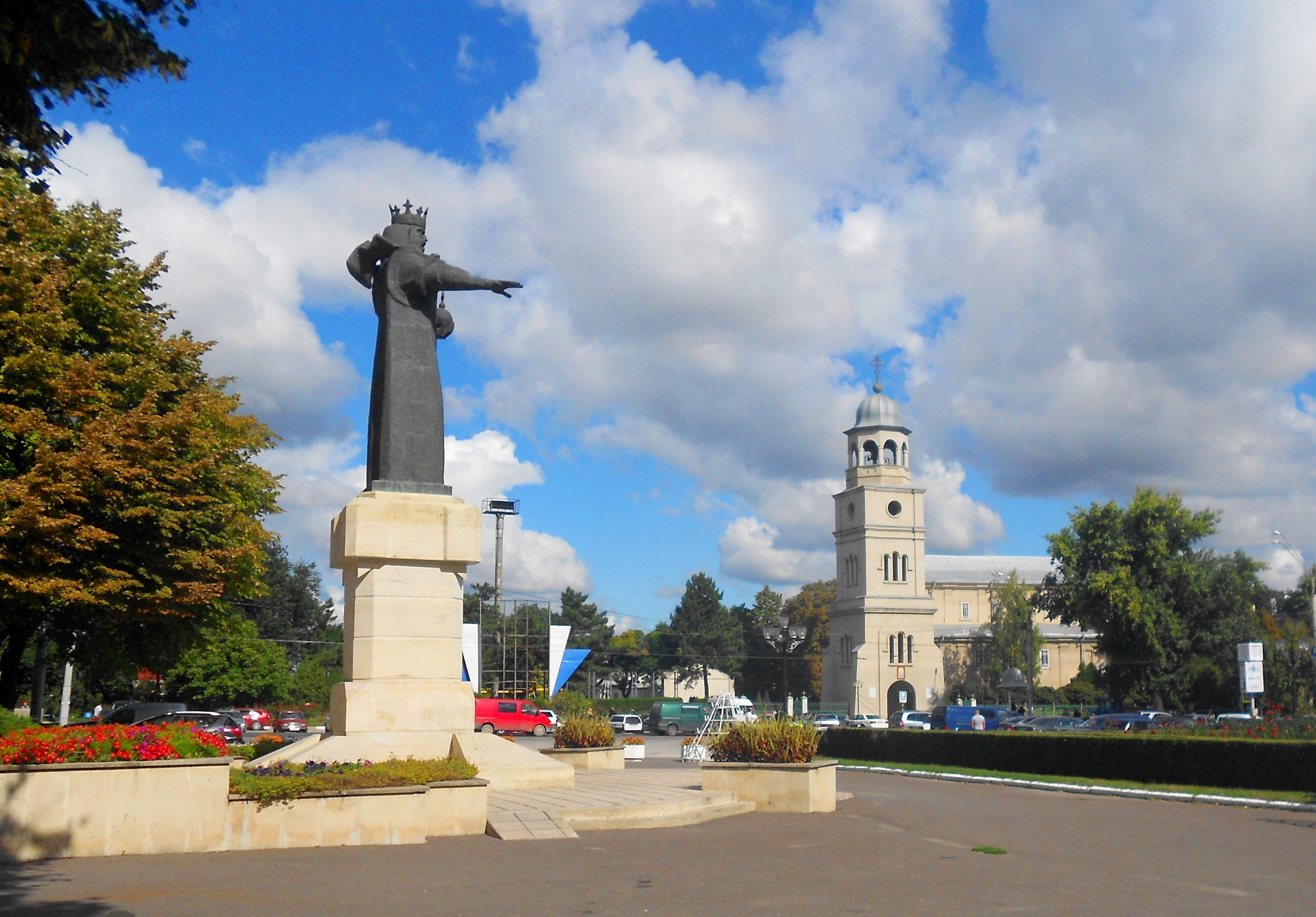
Bălți

|     | Oraș         | Populație (2014) | Țară, regiune administrativă |
| --- | ------------ | ---------------- | ---------------------------- |
| 1.  | Chișinău     | 492.894          | Moldova, municipiul Chișinău |
| 2.  | Bălți        | 105.000          | Moldova, mun. Bălți          |
| 3.  | Tighina      | 91.882           | Moldova, mun. Bender         |
| 4.  | Ismail       | 72.509           | Ucraina, regiunea Odesa      |
| 5.  | Cetatea Albă | 50.078           | Ucraina, reg. Odesa          |
| 6.  | Cahul        | 40.900           | Moldova, raionul Cahul       |
| 7.  | Ungheni      | 38.400           | Moldova, raionul Ungheni     |
| 8.  | Soroca       | 37.500           | Moldova, raionul Soroca      |
| 9.  | Orhei        | 33.600           | Moldova, raionul Orhei       |
| 10. | Comrat       | 26.000           | Moldova, Găgăuzia            |
| 11. | Hotin        | 9.692            | Ucraina, Regiunea Cernăuți   |